# Johann von Beck

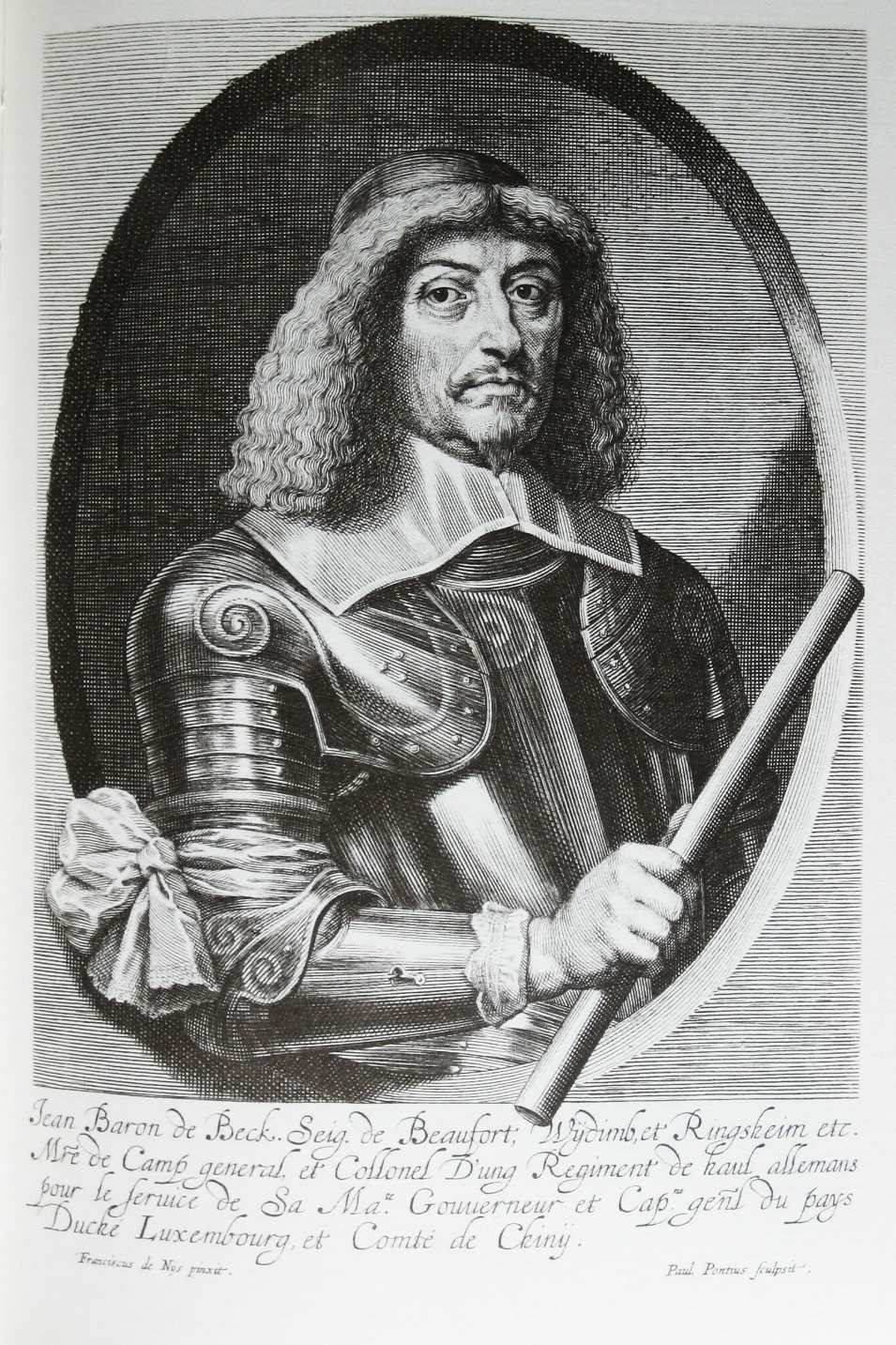
Freiherr von Beck, Gouverneur von Luxemburg Herr von Beaufort, Wÿdimb und Ringsheim

Freiherr Johann von Beck (* 1588 in Grund (Luxemburg); † 22. August 1648 in Arras) war kaiserlicher Generalfeldwachtmeister und ab 1642 Zivil- und Militärgouverneur des Herzogtums Luxemburg und der Grafschaft Chiny.

## Leben
Er war der Sohn eines reitenden Boten Paul Beck († 1617) und der Catherine Ronck (Ronckart). Im Alter von 13 Jahren wurde er bereits Soldat in spanischen Diensten im Regiment Berlaymont. Obwohl von einfacher Herkunft, sprach er Deutsch, Spanisch und Französisch. Er kam später nach Böhmen und half 1618 dabei, Prager Pläne gegen den König Ferdinand aufzuklären. Das sicherte ihm eine rasche Beförderung und ab 1635 die Grafschaft Wÿdimb (Wydumb). 1632 konnte er sich in der Schlacht bei Nürnberg auszeichnen und trug wesentlich zur Aufhebung der Belagerung von Ingolstadt im Frühjahr 1632 bei. Im Februar 1634 wurde er zum Stadtkommandanten von Pilsen und zum Kommandanten von Prag und jenseits der Moldau ernannt und verweigerte in dieser Funktion Wallenstein den Zugang nach Pilsen. 1635 erhielt er die Burg Ringsheim, die sein Sohn Johann Georg Freiherr von Beck 1656 wieder verkaufte. Für seine Verdienste wurde er 1637 in den Adelsstand erhoben. Nachdem er bereits im April 1638 vom Kardinal-Infanten zum provisorischer Gouverneur von Luxemburg ernannt worden war, erfolgte im Dezember die definitive Ernennung zum spanischen Kommandanten von Luxemburg.
Am 7. Juni 1639 führte er die Vorhut der Truppen unter dem Befehl von Feldmarschall Ottavio Piccolomini und konnte in der Schlacht bei Diedenhofen die dortige Festung von einer französischen Belagerung befreien. Piccolomini lobte Beck ausdrücklich: „welcher nicht allein mir als ein guter Wegweiser gedienet, vnnd die Gelegenheit der Posten deß Feinds recognoscirt vnnd mich, als wann ichs mit Augen gesehen, fortgebracht“.
Am 5. April 1639 kaufte er die Herrschaft Heisdorf, am 17. November 1639 Burg Beaufort (110.865 fl.) und ließ das gleichnamige Schloss erbauen.
Für Mai 1640 ist eine Meldung des Kardinal-Infanten überliefert, dass er zum Feldmarschall im Lande Luxemburg erklärt sei, wogegen der Kaiser Einspruch erhoben zu haben scheint. Sicher belegt ist seine Ernennung zum spanischer Zivil- und Militär-Gouverneur von Luxemburg und Chiny und spanischem Feldmarschall am 18. Jänner 1642.
Die weiteren militärischen Stationen waren 1642 der Feldzug in Flandern mit der Einnahme von Lens (19. April), von La Bassé (13. Mai) und dem Sieg von Honnecourt (26. Mai) und der Verlust von Diedenhofen (8. August 1643). 1643/44 befestigte er Luxemburg, unter anderem durch die Bastion Beck. 1644 nahm er am Feldzug unter dem Herzog von Lothringen und 1645 in Flandern unter Lamboy teil. Dabei wurde er im Oktober 1645 im Gefecht von Hulst schwer verwundet. 1646 wurde er erneut spanischer Mariscal del Campo General und Armee-Kommandant in Brabant unter Piccolomini. Er nahm vom 19. September bis 11. Oktober an 1646 der Belagerung von Dünkirchen teil und im Feldzug 1647, unter Erzherzog Leopold Wilhelm, an der Belagerung von Armentières. Im Mai 1647 gelang ihm die Einnahme von Courtray.
In der Schlacht bei Lens 1648 kommandierte er erneut die Vorhut, dieses Mal der spanischen Truppen unter Erzherzog Leopold Wilhelm. Er wurde aber vom französischen Befehlshaber Condé geschlagen. Im Verlauf der Schlacht wurde er am 20. August durch zwei Kugeln tödlich verwundet, gefangen genommen und nach Arras gebracht. Er verweigerte ärztliche Behandlung und starb am 22. August.
Zeitlebens förderte er die Jesuiten und stiftete den Immaculata-Altar in der Franziskanerkirche von Ulflingen in Luxemburg, wo er auch seine letzte Ruhestätte fand.

## Ehen und Nachkommen
Aus der im Februar 1610 geschlossenen Ehe mit Catherine Cappelle zu Königsheim, Tochter eines Krämers, gingen folgende Kinder hervor:
- Johann Georg I. († 1642), kaiserl. Obrist und Inhaber eines Wallonen-Regiments, gefallen auf der Kempener Heide
- Johann Georg II. († 8. November 1662), genannt Gerhard, spanischer Oberst, bei Lens gefangen, Ritter des Santiagoordens
- Maria Sidonia († 9. November 1669) ⚭ Franz Kaspar Adrian Freiherrn von Schellard zu Obbendorf
- Appolonia
- Maria Regina

(Anmerkung: Es ist unklar, ob Johann Georg I. und Johann Georg II. möglicherweise ident sind)